# کیک کی‌یف
کیک کی‌یف (انگلیسی: Kiev cake) یک کیک دسر برند است که در شهر کی‌یف اوکراین از سال ۱۹۵۶ تهیه می‌شود. این کیک سپس در تمامی خاک اتحاد جماهیر سوسیالیستی شوروی به محبوبیت دست یافت. این کیک سمبلی از شهر کی‌یف است.